# Портрет Яна де Лейва
«Портрет Яна де Лейва» (нід. Portret van Jan de Leeuw) — картина фламандського живописця Яна ван Ейка (бл. 1390—1441). Написана приблизно у 1436 році. Зберігається у Музеї історії мистецтв, Відень (інвент. номер GG 946). 
На портреті зображений Ян де Лейв, ювелір із Брюгге. Його інтимність портрета передбачає, що ван Ейк і де Лейв оберталися в одних колах і добре знали один одного. Ювелір одягнений у чорний жакет, оторочений хутром, і в чорний головний убір. Розподіл світла і тіні на обличчі де Лейва виписано з великою ретельністю. Погляд персонажа направлений прямо на глядача. Він тримає у правій руці каблучку із дорогоцінним каменем, що свідчить про його вид діяльності. Втім, цей жест може мати подвійне значення, оскільки каблучка була невід'ємним атрибутом заручних портретів. Художник використав гіпнотичну силу своєї художньої майстерності: на картині ліва рука зображена лежачою із внутрішньої сторони рами, а права виступає з простору зображення ззовні.
Внутрішня рама — рельєфна і сильно виділяється на фоні портрета своїм світлим кольором. Зовнішня рама розписана під бронзу і виглядає гладкою. По краям рами міститься напис фламандською мовою: «Ян де [Лейв], який вперше відкрив свої очі у свято Святої Урсули [21 жовтня], 1401 року. Тепер Ян ван Ейк написав його портрет, ви бачите, коли він розпочав. 1436». Прізвище де Лейв замінено піктограмою у вигляді золотого лева, який також вказує на вид діяльності зображеного на портреті персонажа. Одні літери на написі вирізані на рамі, тоді як інші рельєфно з неї виступаєть. Цей прийом служить розгадкою прихованої у написі загадки: подвійної хронограми, яка, при з'єднанні рельєфно виступаючих літер, знову утворює дати 1401 і 1436. Тому, вік де Лейва на портреті — приблизно 35 років.
Картина зноходиться у колекції з 1783 року. 